# باشگاه فوتبال صفاقسی
باشگاه فوتبال صفاقسی (به انگلیسی: CS Sfaxien) یک باشگاه فوتبال در کشور تونس است.
این باشگاه که در سال ۱۹۲۸ میلادی تأسیس شده‌است در شهر صفاقس قرار دارد، سابقه ۸ قهرمانی در لیگ دسته اول فوتبال تونس و ۴ قهرمانی در جام حذفی فوتبال تونس را دارد.